# Dear Ex
Dear Ex (誰先愛上他的S, Shei(Shui) Xian Ai Shang Ta DeP, lett. "Chi si è innamoratə di lui per primə") in Italiano "Caro Ex" è un film taiwanese, a tematica omosessuale, del 2018 diretto da Chih-Yen Hsu e Mag Hsu e sceneggiato da Mag Hsu e Shih-yuan Lu. La prime visione dell'opera è avvenuta a Taiwan il 2 novembre 2018 mentre in Italia è stato distribuito da Netflix il 1º febbraio 2019.

## Trama
Song Cheng Xi (un ragazzo di 14 anni) dopo circa 3 mesi dalla morte del padre, Song Zheng Yuan, vuole conoscere il suo amante, Jay (attore e produttore teatrale), al quale aveva intestato la sua cospicua polizza assicurativa sulla vita. Subito dopo il primo incontro tra i due l'ex moglie di Zheng Yuan (madre di Cheng Xi) appare sul posto accusando Jay di aver fatto invaghire di lui l'ormai defunto marito solo per i soldi dell'assicurazione. Di loro due Jay non ne vuole sapere nulla ma Cheng Xi vuole conoscerlo meglio, anche nel tentativo di allontanarsi dalla madre eccessivamente oppressiva con la quale vive un rapporto fortemente conflittuale, e per questo decide di andare a vivere da lui (sebbene Jay non sia felice della cosa). La storia continua ripercorrendo il passato tra Jay e Zheng Yuan, i rapporto conflittuale tra Cheng Xi e la madre e l'odio che quest'ultima prova per Jay fin quando non va in scena lo spettacolo a cui Jay stava lavorando il quale porterà un cambiamento nelle coscienze di tutti i protagonisti.

## Cast
- Roy Chiu: Jay
- Spark Chen: Song Zheng Yuan
- Joseph Huang: Joseph Huang
- Ying-Xuan Hsieh: Liu Sanlian
- Ai-Lun Kao: madre di Jay (vero nome Kao Ai Lun)
- Fang Wan: psicologa
- Cheng-Chun Liang: manager di Allen
- Li-Yin Yang: sorella di Sanlian
- Hsin-Ling Chung: voce radiofonica
- Kaier: venditore
- Ting-Chien Wu: direttore
- Clover Kao: attrice (Lin Wenru)
- Zhe Ahn: attore (Ahn Zhe)
- 87gongzhu: stagista attrice (17 anni prima degli eventi)
- Yun-Hsuan Chen: stagista attrice (17 anni prima degli eventi)
- Hsi-Che Su: stagista attore (17 anni prima degli eventi)
- Yen-Feng Fan-Chiang: stagista attore (17 anni prima degli eventi)
- Min-Fu Chou: uomo che flirta
- Yu-Chen He: suora (vero nome Yu-Chen Ho)
- I.-An Pan: attrice

## Accoglienza
Sull'aggregatore di recensioni Rotten Tomatoes ha ricevuto l'89% di giudizi positivi con un voto medio di 5.93/10.

## Riconoscimenti
Golden Horse Film Festival 2018
- Vittoria nella categoria Miglior attrice protagonista (Ying-Xuan Hsieh)
- Vittoria nella categoria Miglior canzone originale di un film (Ying-Hung Lee)
- Vittoria nella categoria Miglior montaggio del film (Lei Chen-Ching)
- Candidatura al premio FIPRESCI Prize
- Candidatura nella categoria Miglior lungometraggio (Ocean Entertainment, Hervoice Concept, Dear Studio Production)
- Candidatura nella categoria Miglior attore protagonista (Roy Chiu)
- Candidatura nella categoria Miglior regista esordiente (Chih-Yen Hsu, Mag Hsu)
- Candidatura nella categoria Miglior nuovo interprete (Joseph Huang)
- Candidatura nella categoria Miglior sceneggiatura originale (Mag Hsu, Shih-yuan Lu)

International Film Festival & Awards Macao 2018
- Candidatura nella categoria Miglior film (Mag Hsu, Chih-Yen Hsu)

Mi Ying Spirit Movie Award 2018
- Candidatura nella categoria Miglior film (Mag Hsu, Chih-Yen Hsu)

Taipei Film Festival 2018
- Vittoria nella categoria Concorso internazionale (Audience Award) di nuovi talenti (Mag Hsu, Chih-Yen Hsu)
- Vittoria nella categoria Miglior narrativa (Chih-Yen Hsu, Mag Hsu)
- Vittoria nella categoria Miglior attore (Roy Chiu)
- Vittoria nella categoria Miglior attrice (Ying-Xuan Hsieh)
- Vittoria del premio Press Award
- Candidatura nella categoria Nuovi talenti (Chih-Yen Hsu, Mag Hsu)

To Ten Chinese Films Festival 2019
- Vittoria nella categoria Film eccezionale
- Vittoria nella categoria Miglior performance di un'attrice in un ruolo principale (Ying-Xuan Hsieh)
- Candidatura nella categoria Miglior performance di un attore in un ruolo principale (Roy Chiu)